# Unione Sportiva Alba Audace 1926-1927
Questa voce raccoglie le informazioni riguardanti la Unione Sportiva Alba Audace nelle competizioni ufficiali della stagione 1926-1927.

## Stagione
Per la Divisione Nazionale 1926-1927 fu incluso nel girone A. Il club ebbe un inizio di campionato sopra le aspettative vincendo tre delle prime cinque partite e sembrando essere in grado non solo di salvarsi dalla retrocessione ma addirittura di poter lottare per la qualificazione al girone finale. In seguito alla sconfitta contro i campioni in carica della Juventus, la squadra romana accusò una flessione di risultati arrivando comunque al giro di boa con un margine di tre punti sulla zona retrocessione.
Nelle prime quattro partite del girone di ritorno l'Alba ottenne risultati altalenanti conquistando tre punti (vittoria sui fanalini del Napoli e pari imposto all'Inter) e a cinque giornate dal termine il club si trovava in settima posizione con un margine di due punti sulla zona retrocessione. Seguirono quattro sconfitte consecutive che agevolarono la rimonta di Verona e Brescia le quali sorpassarono gli albini relegandoli in zona retrocessione. Sarebbe stata necessaria una vittoria all'ultima giornata nella trasferta di Modena e una concomitante sconfitta del Brescia per agganciare le rondinelle in classifica e costringerle allo spareggio, ma il match terminò 2-2 condannando l'Alba al nono posto che significava retrocessione.
In Coppa Italia (competizione poi interrotta per mancanza di date disponibili) l'Alba fu subito eliminata dalla compagine di categoria inferiore dei Vigevanesi che si impose addirittura per 4-1. In Coppa CONI, torneo di consolazione per le escluse dal girone finale, l'Alba confermò il declino di forma evitando l'ultimo posto in classifica solo a causa del forfait (rinuncia) dell'Andrea Doria all'ultima giornata.
Nel frattempo il regime fascista dispose la fusione tra Alba, Fortitudo e Roman nella A.S. Roma. Anche se la fusione fu sancita a giugno, ad Alba e Fortitudo fu concesso comunque di portare a termine la stagione, essendo ancora in corso la Coppa CONI. L'ultima partita dell'Alba era in programma il 3 luglio 1927 sul campo dell'Andrea Doria (ultima giornata di Coppa CONI), ma non si disputò per forfait dei genovesi. La Roma fu poi riammessa insieme a Napoli e Cremonese in Divisione Nazionale il 25 agosto 1927.

## Divise
| Prima divisa |

## Rosa
| N. |                     | Ruolo | Calciatore          |
| -- | ------------------- | ----- | ------------------- |
|    | Italia (bandiera)   | P     | Bruno Ballante      |
|    | Italia (bandiera)   | P     | Italo Ricci         |
|    | Italia (bandiera)   | P     | Rossetti            |
|    | Italia (bandiera)   | D     | Angelo Bianchi      |
|    | Italia (bandiera)   | D     | Carlo Di Donna      |
|    | Italia (bandiera)   | D     | Lamberto Lorenzetti |
|    | Italia (bandiera)   | D     | Attilio Mattei      |
|    | Italia (bandiera)   | C     | Berti I             |
|    | Italia (bandiera)   | C     | Giovanni Degni      |
|    | Italia (bandiera)   | C     | Gino Delle Fratte   |
|    | Ungheria (bandiera) | C     | Tomasz Heger        |

| N. |                      | Ruolo | Calciatore               |
| -- | -------------------- | ----- | ------------------------ |
|    | Italia (bandiera)    | C     | Pierino Rovida           |
|    | Italia (bandiera)    | A     | Oliviero Battilana       |
|    | Italia (bandiera)    | A     | Dante Baviera            |
|    | Italia (bandiera)    | A     | Leopoldo Caimmi          |
|    | Argentina (bandiera) | A     | Arturo Chini Ludueña     |
|    | Italia (bandiera)    | A     | Cesare Augusto Fasanelli |
|    | Italia (bandiera)    | A     | Giuseppe Galluzzi        |
|    | Italia (bandiera)    | A     | Gino Jacoponi            |
|    | Italia (bandiera)    | A     | Mazzi                    |
|    | Italia (bandiera)    | A     | Luigi Ziroli             |

## Risultati

### Divisione Nazionale - girone A

#### Girone di andata
| Arbitro: | Garbieri (Genova) |

|                                |           |           |
| Gallo 30’ Migliavacca 40’, 60’ | Marcatori | 44’ Chini |

| Arbitro: | Montessoro (Milano) |

|  |           |                         |
|  | Marcatori | 25’ Galluzzi 60’ Ziroli |

| Arbitro: | Montessoro (Milano) |

|                                                     |           |                          |
| Chini 20’, 67’ Jacoponi 36’ Ziroli 49’ Galluzzi 55’ | Marcatori | 15’ Bissolotti 42’ Rizzi |

| Arbitro: | Carraro (Padova) |

|                  |           |            |
| Powolny 15’, 77’ | Marcatori | 34’ Ziroli |

| Arbitro: | Gama (Milano) |

|                               |           |  |
| Ziroli 21’ Fasanelli 34’, 72’ | Marcatori |  |

| Arbitro: | Bellandi (Milano) |

|  |           |                         |
|  | Marcatori | 30’ Barale 31’ Munerati |

| Arbitro: | Enrietti (Torino) |

|                      |           |  |
| Catto 38’ Gemsey 39’ | Marcatori |  |

| Arbitro: | Lenti (Genova) |

|                               |           |  |
| Jacoponi 20’ Baviera 35’, 62’ | Marcatori |  |

| Arbitro: | Barlassina (Novara) |

|             |           |                          |
| Baviera 85’ | Marcatori | 30’ Zanasi 41’ Hallinger |

#### Girone di ritorno
| Arbitro: | Germani (Padova) |

|  |           |            |
|  | Marcatori | 31’ Orcesi |

| Arbitro: | Gamberini (Bologna) |

|                                             |           |                                 |
| Ziroli 28’, 69’ Jacoponi 32’, 85’ Heger 38’ | Marcatori | 47’ Ghisi I 83’ (rig.) Kreutzer |

| Arbitro: | Montessoro (Milano) |

|                                             |           |  |
| Giuliani 34’ Frisoni I 40’ Bonardi 65’, 78’ | Marcatori |  |

| Arbitro: | Osti (Ferrara) |

|            |           |             |
| Ziroli 65’ | Marcatori | 26’ Powolny |

| Arbitro: | Caironi (Milano) |

|                            |           |  |
| Ceria 21’ Baiardi 30’, 37’ | Marcatori |  |

| Arbitro: | Mastellari (Bologna) |

|                    |           |  |
| Pastore 52’ (rig.) | Marcatori |  |

| Arbitro: | Carraro (Padova) |

|              |           |                                           |
| Galluzzi 39’ | Marcatori | 38’ Aycard 41’ (aut.) Mattei 85’ Levratto |

| Arbitro: | Gama (Milano) |

|                            |           |  |
| Chiecchi III 12’ Porta 70’ | Marcatori |  |

| Arbitro: | Turra (Padova) |

|                             |           |                |
| Breviglieri 40’ Mazzoni 54’ | Marcatori | 10’, 77’ Heger |

### Coppa CONI - girone A

#### Girone di andata
| Livorno 27 marzo 1927 1ª giornata | Livorno | 3 – 2 | Alba Roma | Campo di Villa Chayes |

| Roma 3 aprile 1927 2ª giornata | Alba Roma | 1 – 1 | Alessandria | Motovelodromo Appio |

| Roma 10 aprile 1927 3ª giornata | Alba Roma | 1 – 2 | Napoli | Motovelodromo Appio |

| Brescia 8 maggio 1927 4ª giornata | Brescia | 2 – 0 | Alba Roma |  |

| Roma 15 maggio 1927 5ª giornata | Alba Roma | 4 – 1 | Andrea Doria | Motovelodromo Appio |

#### Girone di ritorno
| Roma 22 maggio 1927 6ª giornata | Alba Roma | 1 – 4 | Livorno | Motovelodromo Appio |

| Alessandria 5 giugno 1927 7ª giornata | Alessandria | 6 – 2 | Alba Roma |  |

| Napoli 12 giugno 1927 8ª giornata | Napoli | 1 – 1 | Alba Roma |  |

| Roma 26 giugno 1927 9ª giornata | Alba Roma | 1 – 1 | Brescia | Motovelodromo Appio |

| Genova 3 luglio 1927 10ª giornata | Andrea Doria | 0 – 2 A tav. per forfait | Alba Roma |  |

### Coppa Italia
| Vigevano 27 febbraio 1927 Terzo turno | GC Vigevanesi | 4 – 1 | Alba Roma |  |

## Statistiche

### Statistiche di squadra
| Competizione                   | Punti | Totale | Totale | Totale | Totale | Totale | Totale |
| Competizione                   | Punti | G      | V      | N      | P      | Gf     | Gs     |
| ------------------------------ | ----- | ------ | ------ | ------ | ------ | ------ | ------ |
| Divisione Nazionale - girone A | 12    | 18     | 5      | 2      | 11     | 25     | 32     |
| Totale                         | 12    | 18     | 5      | 2      | 11     | 25     | 32     |